# Macynia labiata
Macynia labiata – gatunek straszyka z rodziny Bacillidae i podrodziny Macyniinae. Endemit Południowej Afryki.
Gatunek ten został po raz pierwszy opisany w 1784 roku przez Carla Petera Thunberga jako Phasma labiata. W 1875 roku Carl Stål przeniósł go do nowego rodzaju Macynia, a w 1904 William Forsell Kirby uczynił go  gatunkiem typowym tegoż rodzaju.
Straszyk o wydłużonym, nieco połyskującym ciele. Samce osiągają od 42 do 52 mm, a samice od 54 do 63 mm długości ciała. U samic ciało jest słabiej wydłużone niż u pokrewnego M. mcgregororum. U samców ubarwienie głowy jest żółte z zielonymi przepaskami biegnącymi od brzegów oczu po jej tył, czułków zielone, przedplecza żółte, a reszty ciała brązowawozielone. Ubarwienie głowy, przedplecza i czułków samic jest takie samo. W przeciwieństwie do M. mcgregororum ciało samic jest gładkie, pozbawione guzków. Płytka subgenitalna samca sięga okolic końca dziewiątego segmentu odwłoka. U samicy operculum sięga poza koniec dziesiątego segmentu odwłoka. Przysadki odwłokowe samca są zakrzywione.
Jaja są owalne, długości 2 mm, szerokości 1,3 mm i wysokości 1,7 mm. Barwę mają ciemnobrązową z wyraźnie jaśniejszym, szerokim pasem otaczającym płytkę mikropylową. Capitulum jaja ma jasne ubarwienie i kilka formujących czapeczkę pasemek.
Owad afrotropikalny, endemiczny dla Południowej Afryki. Znany tylko z Prowincji Przylądkowej Zachodniej. Występuje od okolic Kapsztadu po Koeberg na północy i Plettenburg Bay na wschodzie.